# Битва під Леньяно
Битва під Леньяно — битва 29 травня 1176 року, під час якої ополчення Ломбардської ліги розгромили війська імператора Священної Римської імперії Фрідріха Барбаросси.

## Передісторія
У вересні 1174 року Фрідріх Барбаросса, імператор Священної Римської імперії, розпочав свою п'яту кампанію в Італії. Він перетнув Альпи та збирався розгромити Ломбардську лігу, встановивши тим самим контроль імперії над Італією. Перед висуванням на Асті він узяв штурмом та розграбував містечко Суза. Після короткої 6-7-денної облоги Асті капітулював. Пізніше, у жовтні, Фрідріх підступив до Алессандрії. Це місто було засновано біженцями з Мілана, які втекли звідти під час кампанії Фрідріха 1164 року, та мало особливе значення для обох сторін. Через неможливість штурмувати Алессандрію Фрідріх розпочав її облогу.
Після проведеної зими під стінами міста солдати Фрідріха прорили тунель й атакували на Великдень. В запеклому бою їхню атаку було відбито. Попереджений про наступ ломбардської армії, Фрідріх був змушений зняти облогу та відступити до Павії для того, щоб об'єднати свої війська. 16 квітня 1175 року Фрідріх зустрівся з послами Ломбардської ліги в замку Монтебелло для мирних перемовин. Проте вони виявились безрезультатними, й обидві сторони розійшлись для продовження війни. Наприкінці місяця Фрідріху повідомили про те, що прибуло поповнення з Німеччини.
Виступивши з Павії на зустріч із поповненням, Фрідріх в компанії з архієпископом Кельна Філіппом І фон Гайнсбергом та архієпископом Магдебурга Віхманном рухався на північ. Зустрівшись із поповненням поблизу озера Комо, він побачив 1000 кавалеристів і 1000 піхотинців, які прийшли з Німеччини, а також 1000 солдат місцевого ополчення. Далі Фрідріх повів поповнення на південь для з'єднання з головною своєю армією. Попереджені про його дії, лідери Ломбардської ліги відрядили 3500 солдат для блокування його шляху на Павію. Цей загін складався з 1450 кавалеристів і 2050 піших солдат, в ньому також була священна військова повозка, що називалась карроччо.
Серед ломбардської піхоти був елітний підрозділ, що мав назву «Компанія Смерті», який очолював Альберто да Джуссано. Зайнявши позицію поблизу Леньяно, ломбардці очікували на появу Фрідріха. Вранці 29 травня ломбардці відрядили 700 кавалеристів на розвідку на північ своїх позицій. Кавалерія виявила авангард Фрідріха й між ними сталась коротка сутичка. Коли підійшли основні сили імперії, ломбардці відступили. Залишивши осторонь цей загін, Фрідріх вирушив на основні позиції ломбардців поблизу Леньяно.

## Битва
Фрідріх розпочав повномасштабну атаку на позиції ломбардців. Його кавалерія розкидала італійську полем бою та почала атаку на піхоту, яка вишикувалась навколо карроччо. Зав'язалась жорстока бійка, в якій «Кампанія Смерті» відбивала німецькі атаки на повозку. Незважаючи на їхній відчайдушний спротив, піхота й кавалерія Фрідріха повільно просувалась вперед. За той час італійська кавалерія мала можливість зібратись і перешикуватись для атаки. Підкріплена свіжою кавалерією з Брешії, вона повернулась на поле бою й атакувала армію Фрідріха з правого флангу.
Атака виявилась вдалою — зім'явши ряди німців, вони пробились до охорони Фрідріха та збили з коня його прапороносця. У сутичці Фрідріха також було збито з коня, і всі вирішили, що його вбито. Затиснута ворогами з двох боків, вважаючи, що їхній лідер загинув, німецька армія відступила до Павії.

## Результат

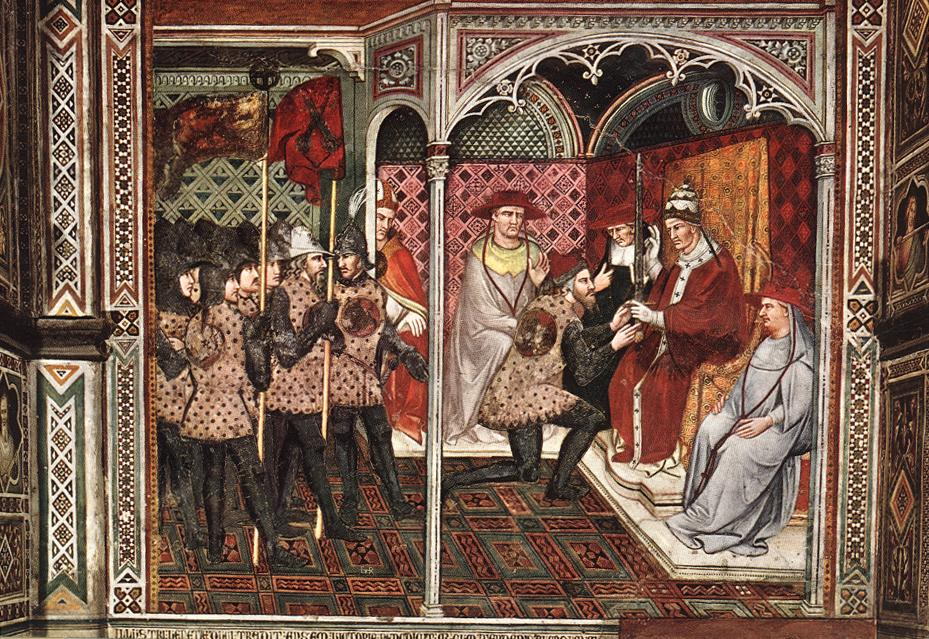
Фрідріх Барбаросса визнає владу Олександра III (фреска в Палацо Публіко в Сієні, автор Спінелло Аретіно)

Кількість загиблих у битві точно невідома, але припускаються значні втрати з обох сторін. Вважаючи, що Фрідріха вбито, його армія та родина почали оплакувати його в Павії. Це було передчасним, оскільки за кілька днів він повернувся до Павії, поранений, але живий. Не маючи можливості перемогти Ломбардську лігу, Фрідріх розпочав мирні перемовини. Миру було досягнуто, коли Фрідріх та Олександр III, папа римський, уклали 24 липня 1178 року мирну угоду під час Венеційського конгресу, при цьому Фрідріх підкорився папі як главі вселенської Церкви. Між Фрідріхом та Сицилійським королівством було укладено перемир'я на 15 років, а між Фрідріхом та Ломбардською лігою — на 6 років.

## В мистецтві

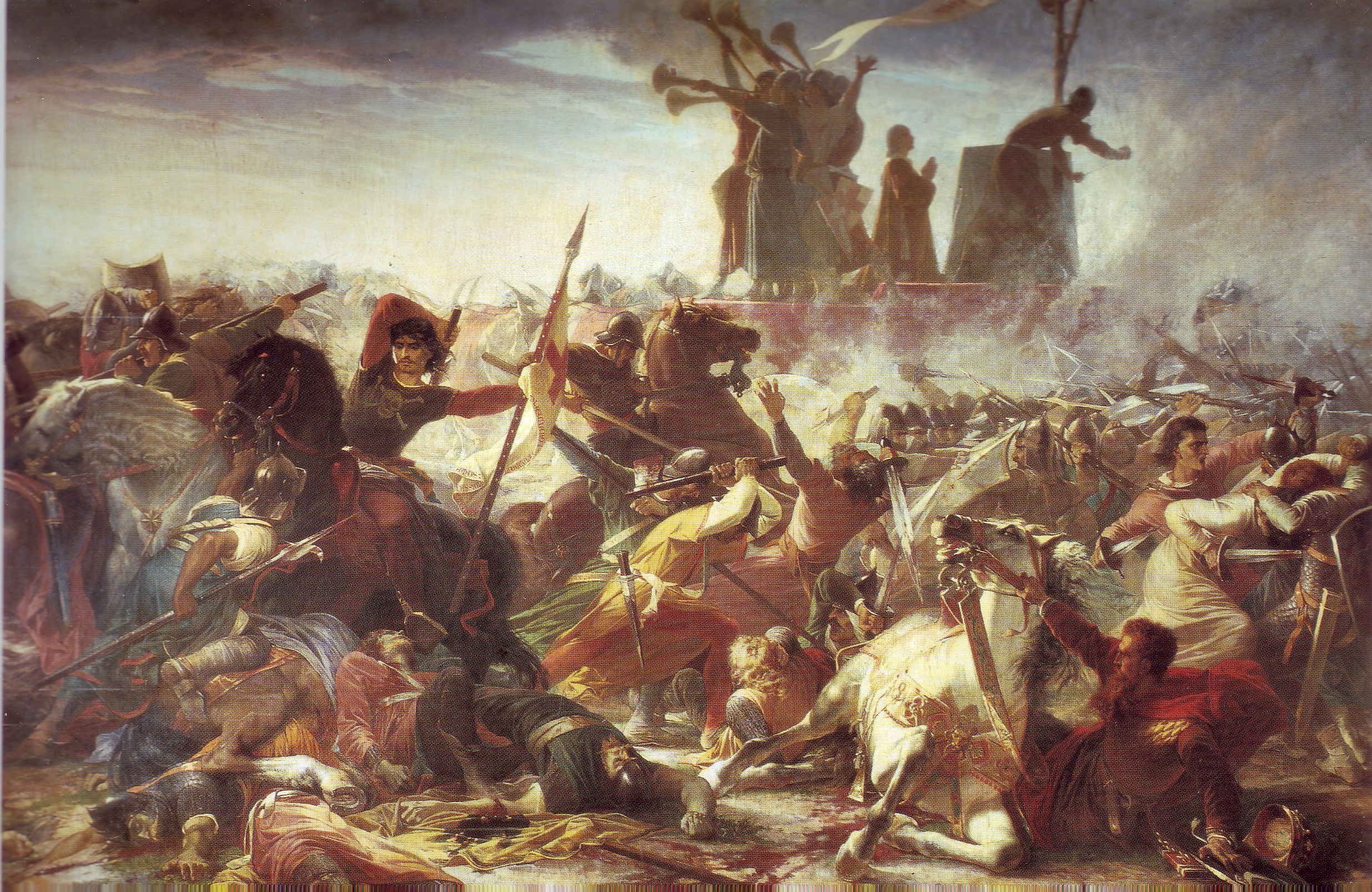
Картина Амоса Кассолі «Битва при Леньяно»

На честь цієї перемоги Джузеппе Верді написав однойменну оперу на лібрето Сальваторе Каммарано.
Італійський художник XIX століття Амос Кассолі написав картину «Битва при Леньяно»
Нині щороку проводиться реконструкція битви.